# 2020 год
2020 (две ты́сячи двадца́тый) год  по григорианскому календарю — високосный год, начинающийся в среду. Это 2020 год нашей эры, 10‑й год 2‑го десятилетия XXI века 3‑го тысячелетия, 1‑й год 2020‑х годов. Он закончился 5 лет назад.
| Пн | Вт | Ср | Чт | Пт | Сб | Вс |
|    |    | 1  | 2  | 3  | 4  | 5  |
| 6  | 7  | 8  | 9  | 10 | 11 | 12 |
| 13 | 14 | 15 | 16 | 17 | 18 | 19 |
| 20 | 21 | 22 | 23 | 24 | 25 | 26 |
| 27 | 28 | 29 | 30 | 31 |    |    |

| Пн | Вт | Ср | Чт | Пт | Сб | Вс |
|    |    |    |    |    | 1  | 2  |
| 3  | 4  | 5  | 6  | 7  | 8  | 9  |
| 10 | 11 | 12 | 13 | 14 | 15 | 16 |
| 17 | 18 | 19 | 20 | 21 | 22 | 23 |
| 24 | 25 | 26 | 27 | 28 | 29 |    |

| Пн | Вт | Ср | Чт | Пт | Сб | Вс |
|    |    |    |    |    |    | 1  |
| 2  | 3  | 4  | 5  | 6  | 7  | 8  |
| 9  | 10 | 11 | 12 | 13 | 14 | 15 |
| 16 | 17 | 18 | 19 | 20 | 21 | 22 |
| 23 | 24 | 25 | 26 | 27 | 28 | 29 |
| 30 | 31 |    |    |    |    |    |

| Пн | Вт | Ср | Чт | Пт | Сб | Вс |
|    |    | 1  | 2  | 3  | 4  | 5  |
| 6  | 7  | 8  | 9  | 10 | 11 | 12 |
| 13 | 14 | 15 | 16 | 17 | 18 | 19 |
| 20 | 21 | 22 | 23 | 24 | 25 | 26 |
| 27 | 28 | 29 | 30 |    |    |    |

| Пн | Вт | Ср | Чт | Пт | Сб | Вс |
|    |    |    |    | 1  | 2  | 3  |
| 4  | 5  | 6  | 7  | 8  | 9  | 10 |
| 11 | 12 | 13 | 14 | 15 | 16 | 17 |
| 18 | 19 | 20 | 21 | 22 | 23 | 24 |
| 25 | 26 | 27 | 28 | 29 | 30 | 31 |

| Пн | Вт | Ср | Чт | Пт | Сб | Вс |
| 1  | 2  | 3  | 4  | 5  | 6  | 7  |
| 8  | 9  | 10 | 11 | 12 | 13 | 14 |
| 15 | 16 | 17 | 18 | 19 | 20 | 21 |
| 22 | 23 | 24 | 25 | 26 | 27 | 28 |
| 29 | 30 |    |    |    |    |    |

| Пн | Вт | Ср | Чт | Пт | Сб | Вс |
|    |    | 1  | 2  | 3  | 4  | 5  |
| 6  | 7  | 8  | 9  | 10 | 11 | 12 |
| 13 | 14 | 15 | 16 | 17 | 18 | 19 |
| 20 | 21 | 22 | 23 | 24 | 25 | 26 |
| 27 | 28 | 29 | 30 | 31 |    |    |

| Пн | Вт | Ср | Чт | Пт | Сб | Вс |
|    |    |    |    |    | 1  | 2  |
| 3  | 4  | 5  | 6  | 7  | 8  | 9  |
| 10 | 11 | 12 | 13 | 14 | 15 | 16 |
| 17 | 18 | 19 | 20 | 21 | 22 | 23 |
| 24 | 25 | 26 | 27 | 28 | 29 | 30 |
| 31 |    |    |    |    |    |    |

| Пн | Вт | Ср | Чт | Пт | Сб | Вс |
|    | 1  | 2  | 3  | 4  | 5  | 6  |
| 7  | 8  | 9  | 10 | 11 | 12 | 13 |
| 14 | 15 | 16 | 17 | 18 | 19 | 20 |
| 21 | 22 | 23 | 24 | 25 | 26 | 27 |
| 28 | 29 | 30 |    |    |    |    |

| Пн | Вт | Ср | Чт | Пт | Сб | Вс |
|    |    |    | 1  | 2  | 3  | 4  |
| 5  | 6  | 7  | 8  | 9  | 10 | 11 |
| 12 | 13 | 14 | 15 | 16 | 17 | 18 |
| 19 | 20 | 21 | 22 | 23 | 24 | 25 |
| 26 | 27 | 28 | 29 | 30 | 31 |    |

| Пн | Вт | Ср | Чт | Пт | Сб | Вс |
|    |    |    |    |    |    | 1  |
| 2  | 3  | 4  | 5  | 6  | 7  | 8  |
| 9  | 10 | 11 | 12 | 13 | 14 | 15 |
| 16 | 17 | 18 | 19 | 20 | 21 | 22 |
| 23 | 24 | 25 | 26 | 27 | 28 | 29 |
| 30 |    |    |    |    |    |    |

| Пн | Вт | Ср | Чт | Пт | Сб | Вс |
|    | 1  | 2  | 3  | 4  | 5  | 6  |
| 7  | 8  | 9  | 10 | 11 | 12 | 13 |
| 14 | 15 | 16 | 17 | 18 | 19 | 20 |
| 21 | 22 | 23 | 24 | 25 | 26 | 27 |
| 28 | 29 | 30 | 31 |    |    |    |

По решению ООН 2020 год объявлен Международным годом охраны здоровья растений.
- Год памяти и славы в России[2].
- Год России в Кыргызстане и Год Кыргызстана в России[3].
- Год взаимных обменов между Россией и Южной Кореей[4].
- Год малой родины в Беларуси[5].
- Год волонтёров в Казахстане[6].
- Год развития регионов, цифровизации и поддержки детей в Кыргызстане[7].
- Год сельского туризма[8], математики[9] и медсестринства[10] на Украине.
- Год здоровья в ПМР[11].
- Год волонтёров в Азербайджане[12].

## События
2020 год был в значительной степени определён пандемией COVID-19, которая спровоцировала ряд глобальных социально-экономических последствий: массовые отмены и переносы мероприятий, карантинные изоляции, протесты во всём мире и первую за 90 лет (со времён Великой депрессии) крупнейшую экономическую рецессию (в мире). Худший год в истории человечества по версии журнала Time.
Год также стал одним из самых жарких в истории наблюдений.

### Январь
- 1 января:
  - Во Франции вступил в силу запрет на производство и импорт продуктов питания, содержащих пищевой краситель Е171 (диоксид титана)[15];
  - Хорватия возглавляет председательство в Европейском Союзе[16].
  - Наводнения обрушились на Джакарту, Индонезия, в результате чего погибло 66 человек. Это было самое сильное наводнение в Джакарте за последние 10 лет[17].
- 2 января — королевские военно-воздушные силы Австралии и военно морской флот направляются в Новый Южный Уэльс и Викторию для оказания помощи в проведении массовой эвакуации во время сезона лесных пожаров в Австралии 2019—2020 годах[18].
- 3 января — генерал КСИР Касем Сулеймани был убит в ходе ракетного удара США по аэропорту Багдада. А также был убит глава Сил народной мобилизации Абу Махди аль-Мухандис При обстреле погибло десять человек, более десяти пострадали. В Пентагоне сообщили, что приказ об уничтожении генерала был отдан лично президентом США Дональдом Трампом. Бывший командующий КСИР, секретарь Совета целесообразности Ирана Мохсен Резайи отреагировал на гибель генерала обещанием жестокой мести США[19].
- 5 января:
  - Иран вышел из последней ядерной сделки, заключённой в 2015 году[20].
  - Президент Турции Реджеп Тайип Эрдоган объявляет о развертывании турецких войск в Ливии от имени поддерживаемого Организацией Объединённых Наций Правительства национального согласия[21].
  - Кандидат от оппозиционной Социал-демократической партии Хорватии, бывший премьер-министр Зоран Миланович победил во втором туре выборов президента страны[22].
  - Луис Парра утверждён на должности спикера Национальной ассамблеи Венесуэлы[источник не указан 987 дней].
- 7 января:
  - Парламент Ирана назвал Пентагон террористической организацией, а также всех командиров, агентов и иных лиц, причастных к смерти генерала Касема Сулеймани. Фактически вся армия США была объявлена парламентом Ирана «террористической организацией».
  - На похороны Касема Сулеймани приехало около 800 тысяч человек, в результате чего возникла массовая давка, в которой погибло 56 человек.
- 8 января:
  - В Иране был сбит пассажирский самолёт Boeing 737-800 авиакомпании Международные авиалинии Украины, летевший из Тегерана в Киев рейсом PS 752, все находившиеся 176 человек на борту погибли[23]. Ответственность за катастрофу взял на себя Иран[24].
  - Несколько военных объектов США на территории Ирака атакованы Корпусом стражей исламской революции (КСИР) Ирана. Корпус стражей исламской революции взял на себя ответственность за удар по американской авиабазе в Ираке, уточнив, что это месть за убийство американскими военными генерала Касема Сулеймани[25].
  - Президент России Владимир Путин и президент Турции Реджеп Эрдоган открыли «Турецкий поток».
- 9 января:
  - В Абхазии начались акции протеста оппозиции с требованием отставки президента Рауля Хаджимбы.
  - Нью-Йоркским подростком обнаружена редкая циркумбинарная планета под названием TOI 1338-b[26].
  - Боевики Исламского Государства в Большой Сахаре напали на нигерийскую военную базу в Чинагодраре убив по меньшей мере 89 нигерийских солдат[27].
- 10 января:
  - Верховный суд Абхазии отменил итоги выборов президента и обязал ЦИК провести новые выборы;
  - Султан Омана Кабус бен Саид скончался бездетным после 49 лет правления, его преемником стал Хейсам бен Тарик.
- 10—19 января — в Лозанне (Швейцария) прошли III Зимние юношеские Олимпийские игры[28].
- 11 января:

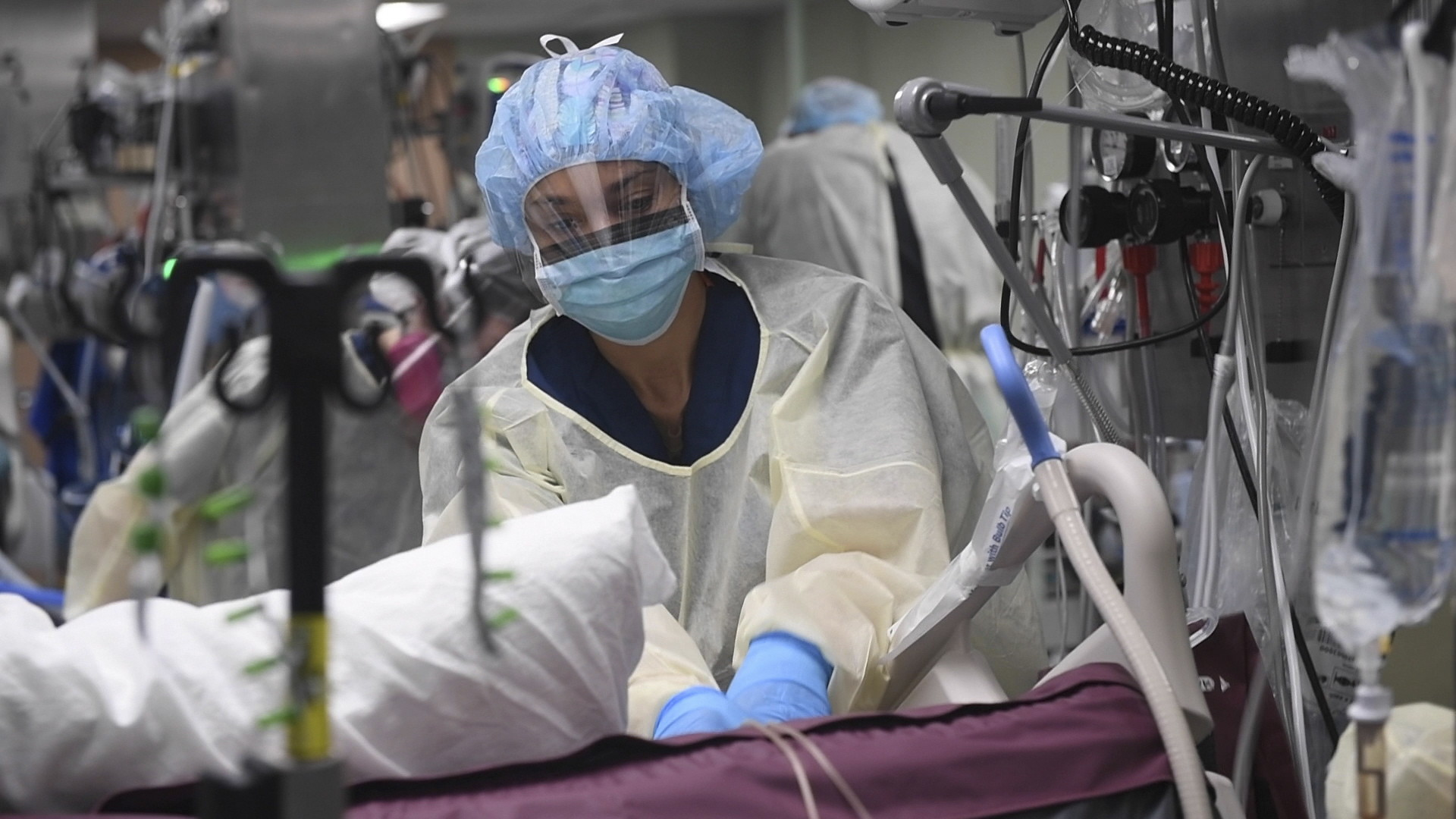
Медсестра готовит больного COVID-19 пациента к процедуре в отделении реаниматологии на борту американского корабля-госпиталя

- - Началось распространение COVID-19;
  - Цай Инвэнь была избрана президентом Китайской Республики.
- 12 января:
  - На Филиппинах, в 80 километрах от Манилы, извержение вулкана Тааль. Пепел был выброшен на высоту 1 километр. Временно приостановлена работа международного аэропорта Манилы.
  - Президент Абхазии Рауль Хаджимба объявил о своей отставке.
- 13 января:
  - Исполняющим обязанности президента Абхазии назначен Валерий Бганба;
  - Вулкан Тааль, начавший извергаться одним днём ранее, в 3:20 утра по местному времени начал извергать фонтан лавы. Власти Филиппин предупреждают о возможном начале более сильного извержения. Эвакуированы 80 тысяч человек в радиусе 14 километров.
- 14 января — прекращена поддержка обновлений операционной системы Windows 7 (для корпоративных пользователей продлена до января 2023 года)[29][значимость факта?].
- 15 января:
  - Правительство России во главе с Дмитрием Медведевым ушло в отставку[30];
  - США и Китай подписали торговую сделку «Фаза — 1»[31].
- 16 января — Владимир Путин подписал указ о назначении председателем правительства Михаила Мишустина.
- 19 января:
  - Конференция по Ливии в Берлине;
  - Россия и Турция завершили сделку по ЗРК С-400[32].
- 20 января:
  - Владимир Путин освободил от должности генпрокурора Юрия Чайку и внёс в Совет Федерации кандидатуру Игоря Краснова на должность Генерального прокурора РФ[33];
  - Правительство Узбекистана ушло в отставку[34].
- 21 января — в России было окончательно сформировано новое правительство во главе с председателем Михаилом Мишустиным[35]. США и Евросоюз назвали это событие в СМИ «российской перестройкой» (по аналогии с советской «перестройкой» Михаила Горбачёва).
- 22 января — президентские выборы в Греции. Победу одержала Катерина Сакелларопулу, ставшая первой в истории Греции женщиной, избранной на пост президента.
- 23 января — обе палаты парламента Великобритании утвердили законопроект о Brexit. Закон подписала королева Великобритании Елизавета II[36][36].
- 24 января:
  - Главы Европейского совета и Европейской комиссии подписали соглашение о Brexit[37].
  - Землетрясение на востоке Турции рядом с городом Элязыгом магнитудой 6,8. Погиб 41 человек, более 1000 человек ранены и десятки остаются под завалами разрушенных домов. 42 человека удалось вызволить из под завалов.
- 26 января — досрочные парламентские выборы в Перу.
- 28 января — китайский город Тяньцзинь с населением более 15 млн человек вводит военное положение в связи с вспышкой коронавируса 2019-nCoV.
- 29 января — из-за сильнейших ливней в Бразилии начались многочисленные паводки в результате которых погибли 64 человека. Свыше 30 тысяч людей остались без жилья. Ущерб может достигнуть $125 млн.

- 31 января:

Карта ЕС после выхода Великобритании

  - Великобритания вышла из ЕС (Brexit)[38];
  - ВОЗ признала вспышку коронавируса чрезвычайной ситуацией в области общественного здравоохранения, имеющей международное значение. Случаи заражения были впервые зафиксированы в России, Италии и Великобритании;
  - В Санкт-Петербурге во время проведения работ по демонтажу Спортивно-концертного комплекса произошло незапланированное обрушение крыши и стен здания. В результате происшествия погиб один человек[39].

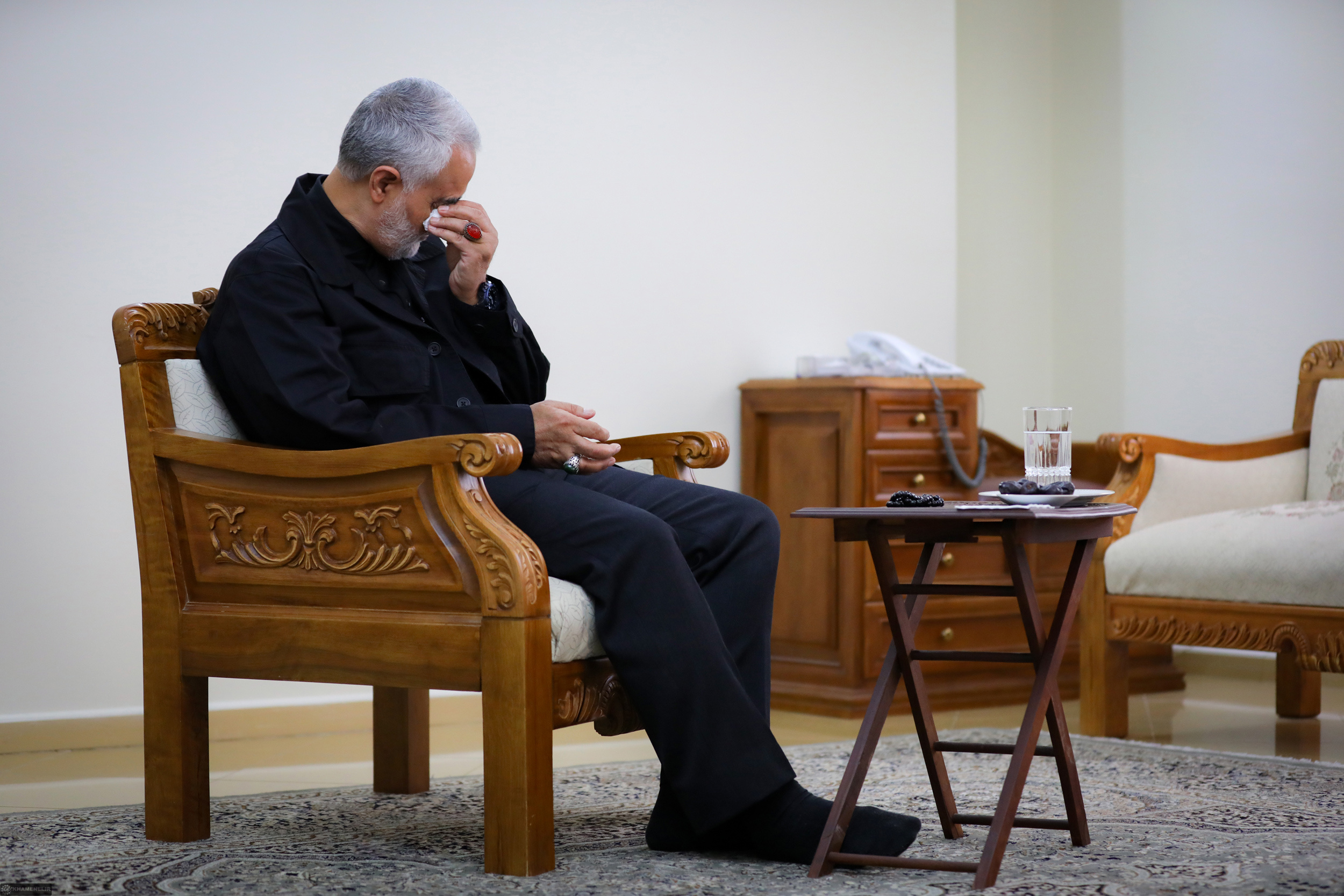
Касем Сулеймани

### Февраль
- 5 февраля:
  - В Турции 41 человек погиб, 53 человека были ранены в результате схода лавины в провинции Ван[40];
  - Жёсткая посадка Boeing 737 авиакомпании Pegasus Airlines в Стамбуле по причине плохих погодных условий. Самолёт разломился на 3 части. На борту находились 177 пассажиров и 6 членов экипажа. 3 человека погибли[41];
  - Президент США Дональд Трамп был признан невиновным Конгрессом США по обвинению в злоупотреблении властью. Дело об импичменте Трампа было закрыто[42].
- 6 февраля — в Италии в провинции Лоди скоростной поезд Милан — Болонья сошёл с рельсов. В результате катастрофы погибли 2 человека, ранены 30 человек[43].
- 7 февраля:
  - Банк России принял решение снизить ключевую ставку на 25 б. п., до 6,00 % годовых[44];
  - В Кордайском районе Жамбылской области на юге Казахстана произошли межэтнические столкновения между казахами и дунганами. По утверждению властей, поводом стал бытовой конфликт. Всего в результате столкновений погибли 11 человек, ещё 185 вынуждены были обратиться за медицинской помощью. Свыше 23 тыс. жителей (в основном дунган) бежали на территорию соседнего Кыргызстана, несколько тысяч дунган, из числа оставшихся в Казахстане, укрылись в мечетях, пограничных заставах. Сожжено 39 жилых домов, 20 коммерческих объектов и 47 единиц автотранспорта; по предварительным данным материальный ущерб составил 1,7 млрд тенге. Всего пострадало 778 семей местных жителей[45].
- 8 февраля:
  - На северо-востоке Таиланда солдат устроил стрельбу. Погибли 30 человек, 63 ранены[46][47];
  - В Ирландии в ходе парламентских выборов большинство голосов получила оппозиционная партия «Фианна фойл» и взяла 38 из 160 депутатских мандатов, вслед за ней с разницей в один мандат идёт национал-республиканская партия «Шинн Фейн», правящая в стране консервативная партия «Фине гэл» получила 35 мандатов избирателей[48][49].
- 9 февраля:
  - В результате внеочередных парламентских выборов в Азербайджане победу одержала Правящая партия «Ени Азербайджан»[50];
  - Парламентские выборы в Камеруне.
- 9—17 февраля — на Европу обрушились два урагана «Киара» и «Деннис», в результате которых погибли 7 человек и более 138 тысяч домов остались без электричества[51].
- 10 февраля — 16 февраля — чемпионат Европы по борьбе в Риме (Италия)[52].
- 19 февраля — гражданин Германии Тобиас Ратьен, опасавшийся замещения коренного населения Германии мигрантами из чуждых стран, совершил нападение на 2 кальянные, после чего покончил с собой. Из 9 человек убитых Ратеном в кальянных, лишь у 3 имелось гражданство Германии и ни один из 9 не был этническим немцем[53].
- 21 февраля — парламентские выборы в Иране[54].
- 22 февраля — президентские выборы в Того.
- 27 февраля — на заводе пивоваренной компании Molson Coors в городе Милуоки американского штата Висконсин произошла стрельба. В результате погибли семь человек, включая стрелявшего[55].
- 29 февраля — США и террористическая организация «Талибан» подписали мирное соглашение о прекращении войны в Афганистане[56].

### Март
- 1 марта:

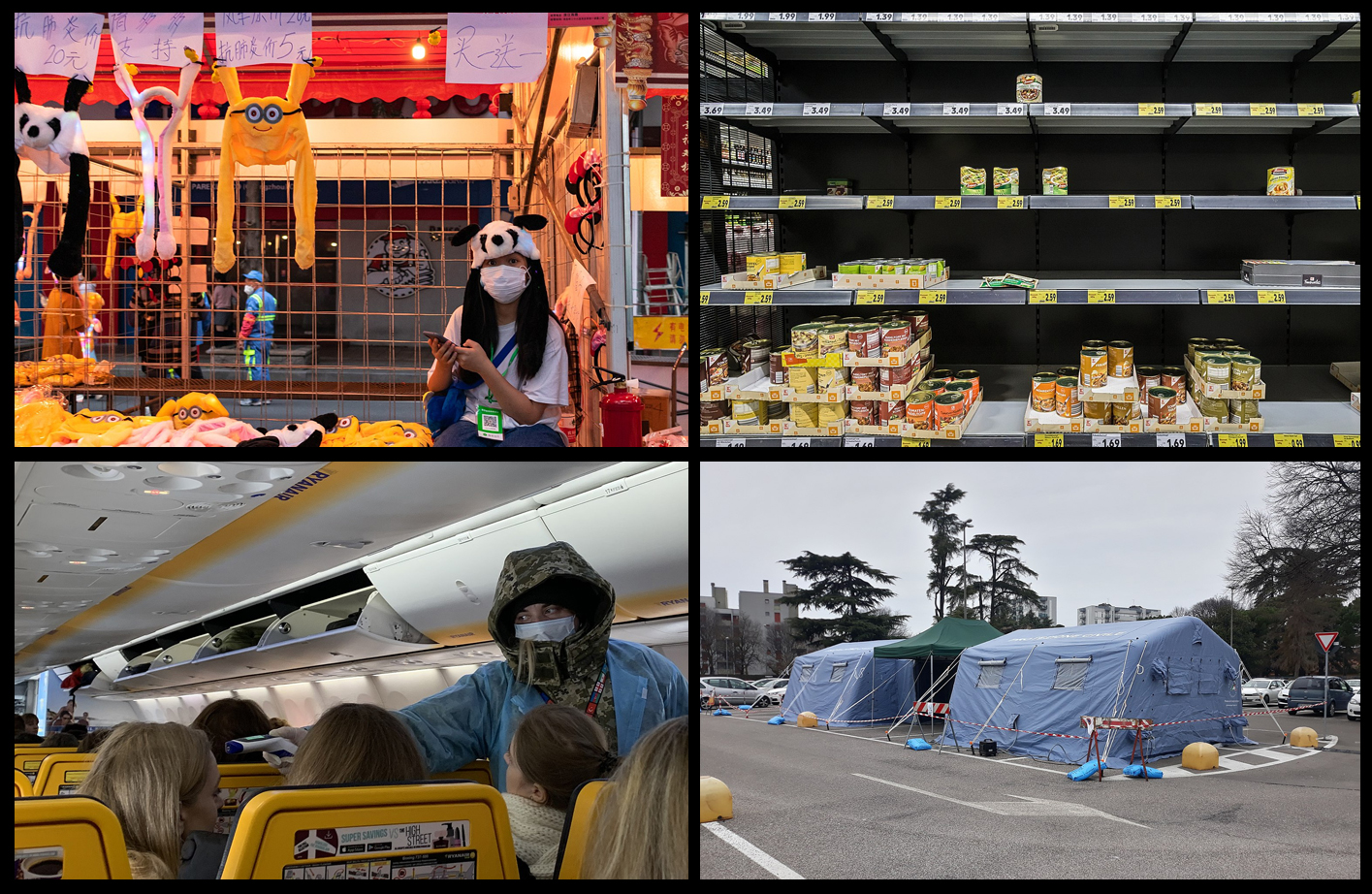
11 марта ВОЗ объявила COVID-19 пандемией. Начало распространения COVID-19

  - Парламентские выборы в Таджикистане;
  - Общественный транспорт в Люксембурге стал бесплатным[57];
  - Мухиддин Яссин стал новым премьер-министром Малайзии[58].
- 2 марта:
  - Парламентские выборы в Гайане;
  - Повторные парламентские выборы в Израиле.
- 3 марта — на американский город Нашвилл, штат Теннесси, и его окрестности, обрушился сильнейший торнадо. Полностью уничтожены 45 построек, погибли 25 человек, пятьдесят тысяч людей остались без электричества[59].
- 4 марта — Верховная рада Украины отправила в отставку премьер-министра Украины Алексея Гончарука и проголосовала за кандидатуру Дениса Шмыгаля в качестве нового премьер-министра страны.
- 5 марта:
  - Верховная Рада Украины отправила в отставку генпрокурора Руслана Рябошапку;
  - Британская авиакомпания Flybe объявила о своём банкротстве. К прекращению деятельности компании привёл распространяющийся в мире коронавирус[60].
- 7 марта:
  - Сделка России и ОПЕК об ограничении добычи нефти развалилась. В результате этого дневное падение цены на нефть в пятницу составило 9 %[61][62];
  - Открытие регулярного пригородного железнодорожного сообщения Керчи с Анапой[63];
  - В Китае, в провинции Фуцзянь, обрушилось шестиэтажное здание отеля, где были изолированы люди с подозрением на коронавирус. Погибли 29 человек[64][65];
  - Ливан объявил дефолт по евробондам[66].
- 9 марта:
  - Цена на нефть марки Brent опустилась ниже $35 долларов за баррель, дневное падение цены более 20 %, это крупнейшее падение цен на нефть со времён войны в Персидском заливе. Нефтяные котировки ушли ниже цены отсечения для российского бюджета по бюджетному правилу[67];
  - В Нидерландах начался суд по делу о крушении Boeing MH17[68].
  - Инаугурация президента Афганистана Ашрафа Гани.
- 11 марта — Всемирная организация здравоохранения (ВОЗ) считает, что нынешняя вспышка в мире болезни, вызванной коронавирусом нового типа, является пандемией[69].
- 12 марта — основные американские индексы обрушились почти на 10 процентов (S&P 500 — минус 9,51 процента, у NASDAQ — минус 9,43 процента, у Dow Jones — минус 9,99 процента). Такой показатель стал худшим с 1987 года[70].
- 13 марта — состоялась торжественная церемония вступления в должность президента Греции Катерины Сакелларопулу.
- 14 марта — США ввели чрезвычайное положение[71].
- 16 марта:
  - Ключевые индексы фондового рынка США потеряли примерно 12—13 % стоимости по итогам торговой сессии на Нью-Йоркской фондовой бирже на фоне опасений, касающихся распространения нового коронавируса. Это крупнейший обвал котировок с октября 1987 года[72];
  - Стоимость нефти Brent обновила очередной минимум с февраля 2016 года. Цена майских фьючерсов на Brent уменьшается на 12,05 %, до 29,77 доллара за баррель, WTI — на 10,4 %, до 28,7 доллара[73].
- 17 марта:
  - Евросоюз из-за коронавируса COVID-19 закрывает внешние границы сообщества на 30 дней[74];
  - УЕФА и КОНМЕБОЛ решили перенести на 2021 год из-за пандемии коронавируса чемпионат Европы по футболу и Кубок Америки.
- 18 марта:
  - Россия из-за пандемии коронавируса COVID-19 ограничивает въезд для иностранцев. Авиасообщение закрылось со всеми странами ЕС, а также Швейцарией и Норвегией[75];
  - Цена барреля нефти марки Brent впервые с сентября 2003 года опустилась ниже $26[76];
  - По итогам дня индекс РТС упал более, чем на 10 %, индекс Московской биржи понизился более, чем на 5 %[77];
  - EBU официально отменил конкурс Евровидение-2020 в связи с пандемией COVID-19, что стало первым случаем отмены конкурса за всю его историю.
- 20 марта:
  - Банк России сохранил ключевую ставку на уровне 6 % годовых[78];
  - Северная Македония вступила в НАТО[79].
- 22 марта:
  - Президентом Абхазии избран кандидат от оппозиции Аслан Бжания[80];
  - В Хорватии произошли два мощных землетрясения магнитудой 5,3. Эпицентр находился в 7 км от г. Загреба на глубине 10 км. Есть разрушение построек, погиб 1 человек[81];
  - Парламентские выборы в Гвинее.
- 24 марта:
  - Совместная элонгация планет Меркурия и Венеры[82];
  - Международный олимпийский комитет объявил о переносе летних Олимпийских игр на 2021 год в связи с пандемией COVID-19, а 30 марта оргкомитет Олимпиады в Токио объявил, что Игры пройдут с 23 июля по 8 августа 2021 года.
- 25 марта — произошло крушение самолёта Су-27 Минобороны России над акваторией Чёрного моря в 50 км от Феодосии. Пилот пропал без вести[83].
- 26 марта:
  - При взрыве баллона с газом в жилом доме в Магнитогорске погибли два человека[84];
  - Экстренный «виртуальный» саммит G20 в связи с пандемией COVID-19[85][86].
- 27 марта:
  - Российские авиакомпании прекратили полёты за рубеж из российских аэропортов, за исключением рейсов для вывоза российских граждан и отдельных случаев по решениям правительства[87];
  - Глава МВФ Кристалина Георгиева заявила о начале мировой рецессии[88];
  - Российская нефть Urals опустилась ниже 19 долларов за баррель, что является минимальной ценой с 2002 года[89];
  - В Иране из-за распространения фейков новостей о способах лечения коронавируса погибли 300 человек, включая детей от отравления метанолом[90].
- 28 марта — правительства России и Украины для эвакуации своих граждан совместно воспользовались спецпоездом «Москва — Киев».
- 29 марта — легкомоторный самолёт авиакомпании Lion Air Inc. разбился на взлёте из столицы Филиппин Манилы, 8 человек погибли[91].
- 31 марта:
  - Цена российской экспортной нефти Urals в Северо-Западной Европе подешевела до $13 за баррель — это минимальный уровень с марта 1999 года[92];
  - Взрыв бытового газа в многоквартирном жилом доме в городе Зеленогорске. Погиб один человек[93].

### Апрель
- 4 апреля:
  - Массовый расстрел в посёлке Елатьма Касимовского района Рязанской области. Пять человек погибли[94];
  - В результате взрыва газа в пятиэтажном жилом доме в городе Орехово-Зуево погибли три человека[95].
- 9 апреля — состоялся успешный пуск космического корабля Союз МС-16 к МКС.
- 10 апреля — страны ОПЕК согласились снизить добычу на 10 млн баррелей в день[96].
- 17 апреля:
  - Рустам Эмомали был избран председателем Национального совета Высшего собрания Республики Таджикистан[97];
  - Произошло успешное приземление космического корабля Союз МС-15 в степях Казахстана.
- 20 апреля — в результате стрельбы в Портапике и близлежащих населённых пунктах Новой Шотландии погибли 23 человека.
- 23 апреля — президент Абхазии Аслан Бжания вступил в должность.
- 29 апреля — на расстоянии в 6 млн километров от Земли пролетел астероид «1998 OR2».

### Май

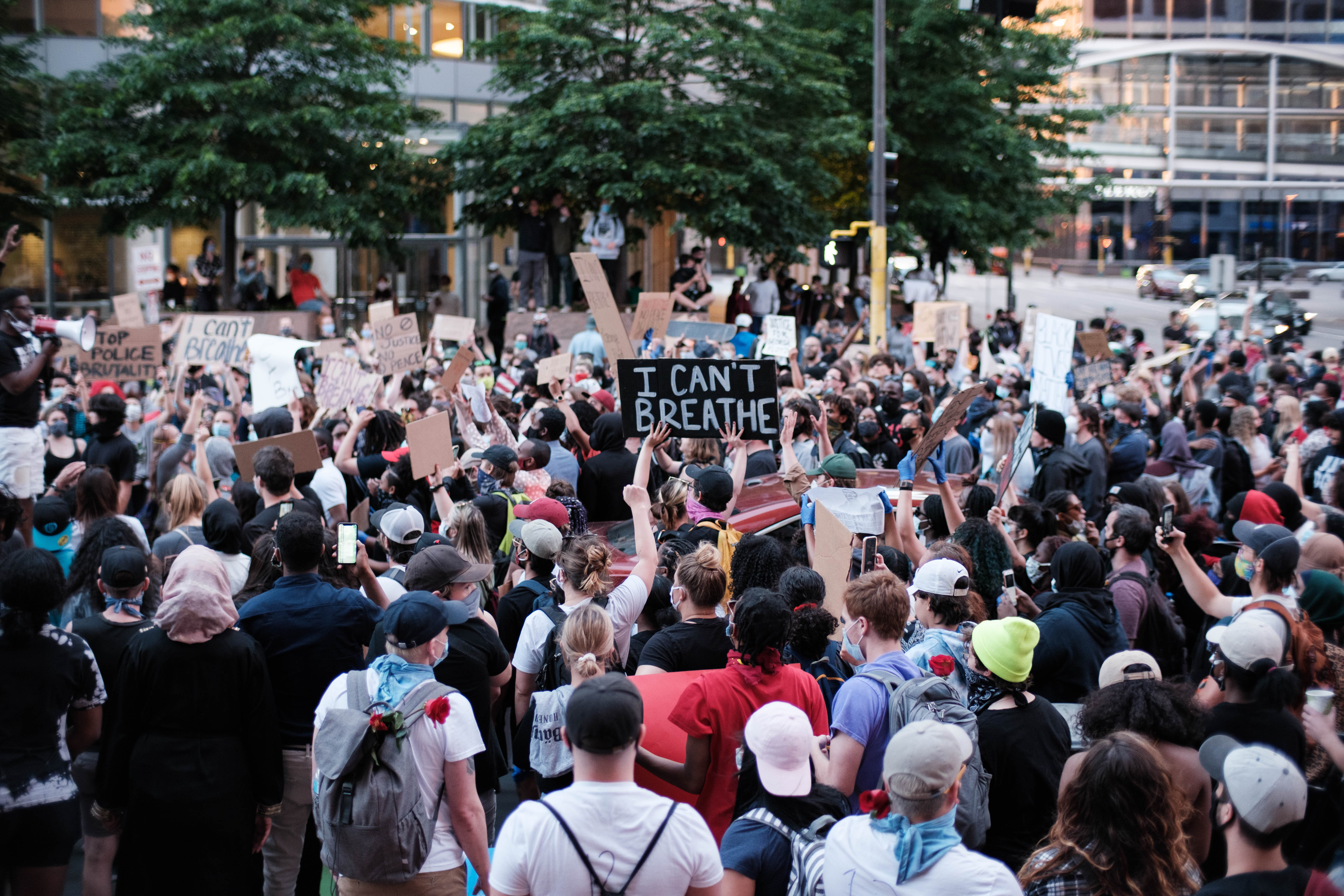
Протесты в США после убийства Джорджа Флойда

- 2 мая — президент Казахстана Касым-Жомарт Токаев отправил в отставку спикера Сената Даригу Назарбаеву[98].
- 3 мая — спецслужбы Австралии, Новой Зеландии, Канады, Великобритании и США обвинили КНР в сокрытии настоящих данных о происхождении коронавируса.
- 5 мая — в ОАЭ в городе Шарджа загорелся 48-этажный небоскрёб Abbco Tower[99].
- 8 мая — российский подводный аппарат «Витязь-Д» погрузился на дно Марианской впадины (10028 м).
- 9 мая — в честь 75-летия победы в Великой Отечественной войне президент Беларуси Александр Лукашенко провёл парад Победы в Минске, несмотря на опасность пандемии коронавируса.
- 10 мая — иранский фрегат Jamaran во время учений случайно потопил ракетой Noor дружественный катер недалеко от порта Яск (южная провинция Хормозган в Иране), примерно в 1270 километрах от юго-востока Тегерана.
- 11 мая — при пожаре в хосписе в Красногорске погибли 11 человек[100].
- 16 мая — прошло шоу Евровидение: Europe Shine a Light, которое заменило собой «Евровидение-2020», отменённое из-за пандемии COVID-19.
- 21 мая — на Индию и Бангладеш обрушился суперциклон Амфан. Погибли 84 человека.
- 22 мая — катастрофа пассажирского Airbus A320 под Карачи.
- 25 мая — в Миннеаполисе (США) во время ареста погиб афроамериканец Джордж Флойд после того, как полицейский Дерек Шовин прижал его шею коленом к асфальту.
- 26 мая — начались антирасистские протесты в США, спровоцированные убийством Джорджа Флойда.
- 29 мая — утечка дизельного топлива в Норильске.
- 30 мая — в США состоялся первый пилотируемый запуск космического корабля Dragon 2 с Космического центра Кеннеди в рамках миссии Demo-2.

### Июнь
- 1 июня — произошла новая вспышка вируса Эбола в Конго[101].
- 12 июня — Дональд Трамп заявил о прекращении вмешательства США в военные конфликты других стран.
- 16 июня:
  - КНДР уничтожила межкорейский терминал связи на границе с Южной Кореей;
  - Вооружённый пограничный конфликт между Индией и КНР. Погибло с обеих сторон несколько десятков человек.
- 18 июня — Роскомнадзор разблокировал мессенджер Telegram на территории России[102].
- 22 июня — в Сербии Сербская прогрессивная партия президента Александра Вучича победила на парламентских выборах.
- 24 июня — в России состоялся парад Победы, который перенесли с 9 мая из-за пандемии коронавируса.
- 30 июня — Владимир Путин и Александр Лукашенко открыли Ржевский мемориал. Церемония открытия Ржевского мемориала советскому солдату

Церемония открытия Ржевского мемориала советскому солдату

### Июль
- 1 июля:
  - Открылось грузовое железнодорожное движение по Крымскому мосту через Керченский пролив[103];
  - В России вступил в силу закон о предустановке российского ПО на смартфоны;
  - Произошла новая вспышка бубонной чумы в Монголии[104]. 3 случая были выявлены на территории Монголии, один — на территории КНР;
  - Прошёл основной день Всероссийского голосования по поправкам в Конституцию России. В ходе голосования поправки к Конституции были одобрены большинством граждан России.
- 2 июля — в Мьянме в результате оползня на месте добычи нефрита погибло более 170 человек, ещё 100 человек пропали без вести.
- 9 июля — в России был совершён арест губернатора Хабаровского края Сергея Фургала.
- 10 июля — после ареста губернатора Сергея Фургала начались протесты в Хабаровском крае (Россия).
- 12 июля — начались вооружённые столкновения на границе Армении и Азербайджана, в результате чего со стороны Азербайджана было потеряно около 15 человек, со стороны Армении до 10.
- 16 июля — президент Суринама Чан Сантохи вступил в свою должность.
- 18 июля — произошёл пожар в Соборе Петра и Павла во Франции.
- 20 июля — Объединённые Арабские Эмираты запустили космический аппарат «Аль-Амаль» на Марс с японского космодрома «Танэгасима».
- 21 июля — захват заложников в автобусе в Луцке (Украина).
- 23 июля — запуск китайской автоматической межпланетной станции «Тяньвэнь-1» на Марс.
- 30 июля — состоялся запуск американской межпланетной станции «Марс-2020».
- 31 июля — председатель КНР Си Цзиньпин официально заявил о начале эксплуатации глобальной навигационной спутниковой системы «Бэйдоу-3»[105].

### Август

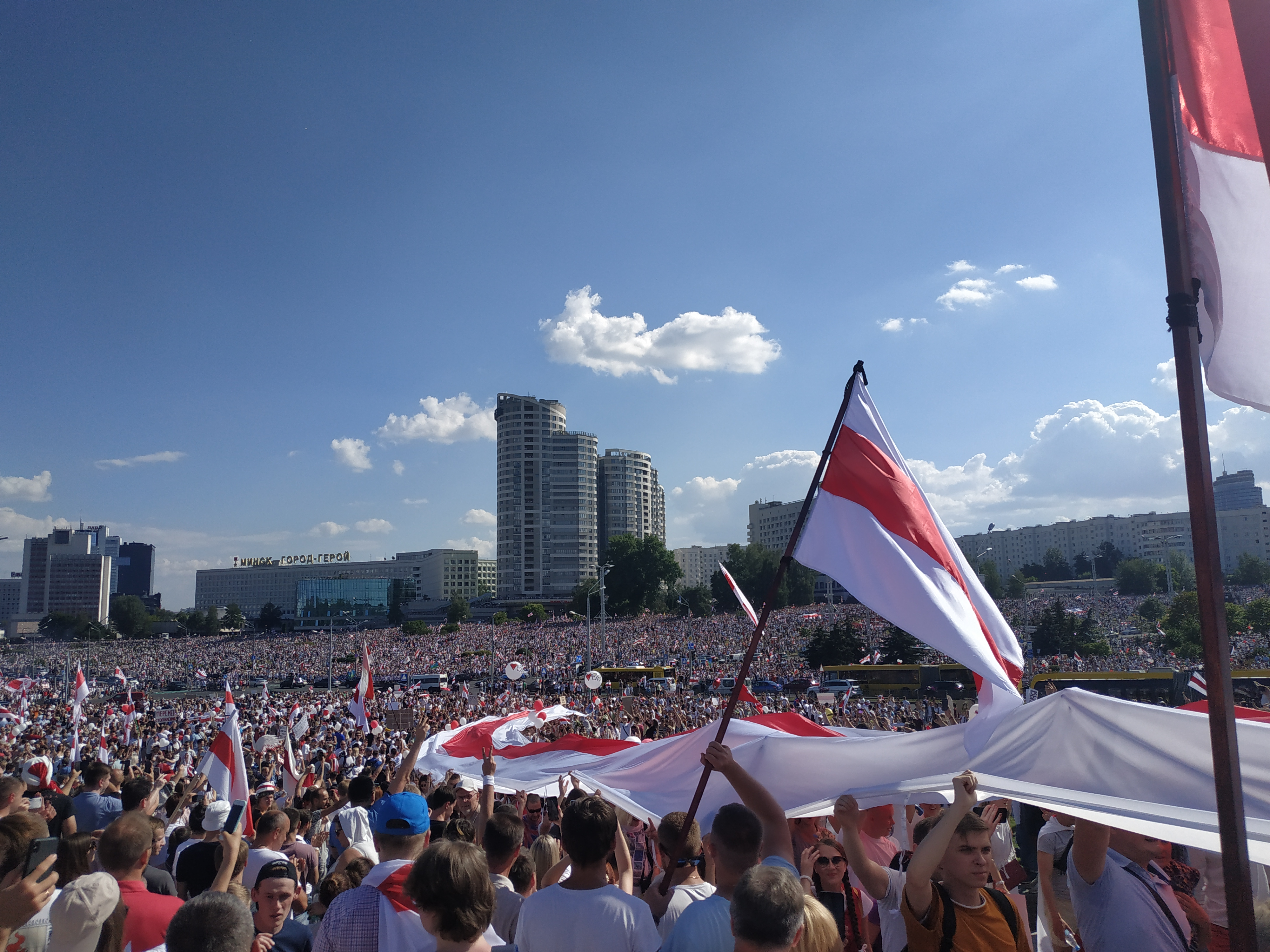
Начало массовых протестов в Беларуси после победы Лукашенко на президентских выборах

- 2 августа — приводнение космического корабля Dragon 2 в Мексиканском заливе в рамках миссии Demo-2.
- 4 августа — в порту города Бейрута прогремели взрывы. Погибли 210 человек, ещё около 7000 человек были ранены[106].
- 7 августа — крушение самолёта Boeing 737-8NG авиакомпании Air India при посадке в индийском городе Кожикоде. Погибло 20 человек[107].
- 9 августа — президентские выборы в Беларуси[108]. Президент Республики Беларусь Александр Лукашенко был переизбран на шестой срок. Начались длительные массовые акции протеста.
- 15 августа — в результате обрушения галереи углеподачи на шахте «Воргашорская» компании «Воркутауголь» погибли 4 горняка[109].
- 20 августа — российский оппозиционный политик Алексей Навальный госпитализирован в Омскую больницу с отравлением, откуда позже был перевезён в Германию.
- 23 августа — премьер-министр Финляндии Санна Марин была единогласно избрана председательницей Социал-демократической партии.
- 28 августа — премьер-министр Японии Синдзо Абэ ушёл в отставку по состоянию здоровья[110].
- 30 августа — Демократическая партия социалистов одержала победу на парламентских выборах в Черногории[111].
- 31 августа — в столице ОАЭ Абу-Даби произошёл взрыв в кафе, погибли 2 человека[112].

### Сентябрь

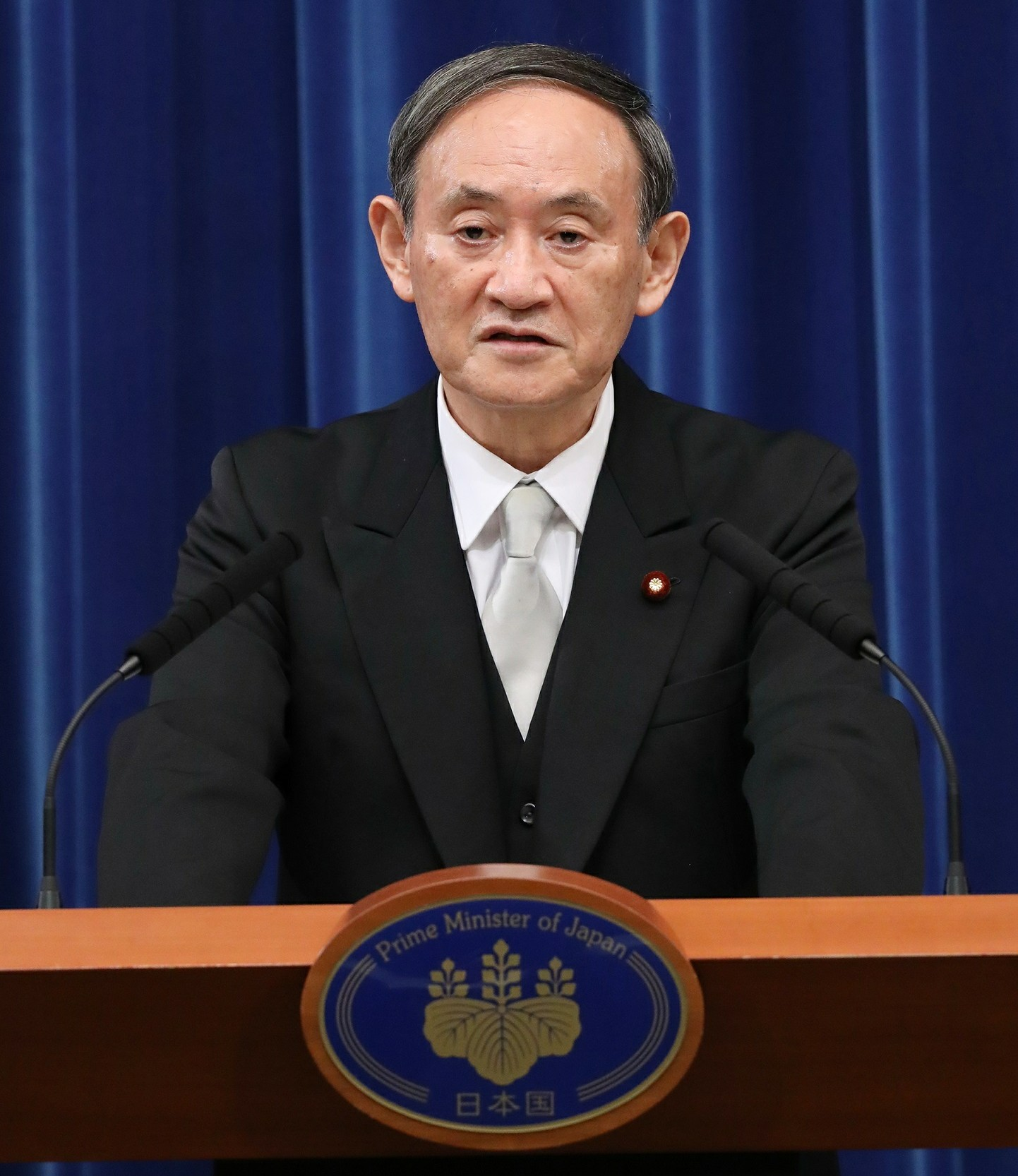
Премьер-министр Японии Ёсихидэ Суга дает первую пресс-конференцию

Начало второй карабахской войны

- 2 сентября — канцлер Германии Ангела Меркель подтвердила, что российский политик Алексей Навальный был отравлен веществом из группы «Новичок»[113].
- 4 сентября — президент Сербии Александр Вучич посетил США, где при посредничестве Дональда Трампа заключил соглашение об экономическом сотрудничестве с Республикой Косово.
- 4—6 сентября — этап чемпионата мира по ралли впервые прошёл в постсоветской стране (Эстонии).
- 13 сентября — в России прошёл единый день голосования.
- 16 сентября — Ёсихидэ Суга был избран премьер-министром Японии.
- 21 сентября — компания Microsoft приобрела американскую компанию ZeniMax Media.
- 25 сентября — крушение самолёта Ан-26 ВВС Украины под городом Чугуевом. Погибли 26 человек[114].
- 26 сентября — премьер-министр Ливана Мустафа Адиб ушёл в отставку.
- 27 сентября — начало Второй Карабахской войны.

### Октябрь
- 1 октября — президент США Дональд Трамп, президент России Владимир Путин и президент Франции Эммануэль Макрон сделали совместное заявление по конфликту в Нагорном Карабахе.
- 2 октября — в Нижнем Новгороде журналистка Ирина Славина покончила с собой около здания ГУ МВД России по Нижегородской области.

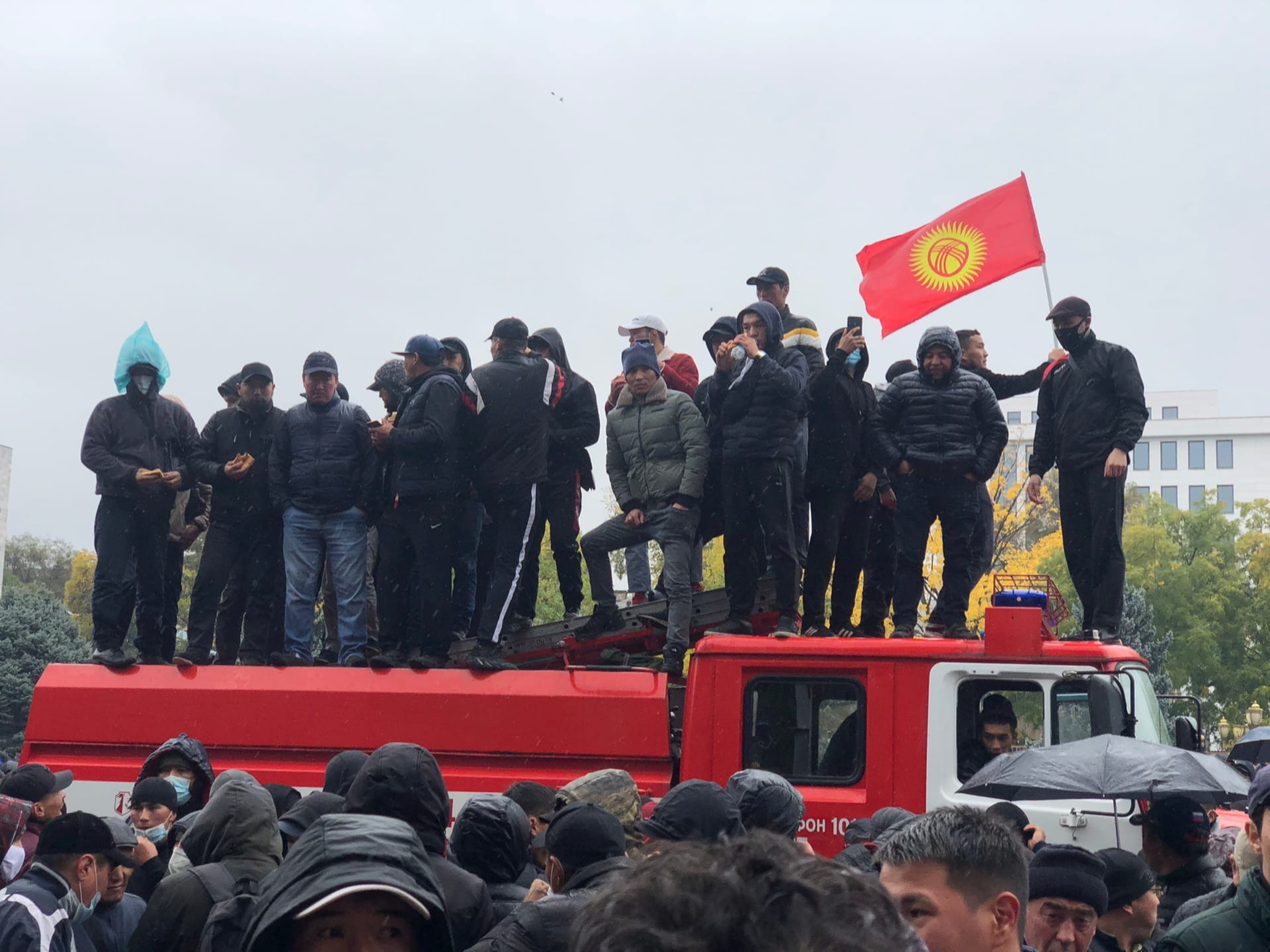
Начало революции в Кыргызстане после парламентских выборов

- 5 октября — на фоне оглашения результатов парламентских выборов в Кыргызстане началась революция.
- 6 октября — в Московском метро был введён в эксплуатацию поезд «Москва-2020».
- 7 октября — в Греции ультраправая партия «Золотая заря» официально была признана преступной организацией.
- 10 октября — Армения и Азербайджан согласовали прекращение огня по конфликту в Нагорном Карабахе[115].
- 11 октября — в Таджикистане состоялись президентские выборы. Президент Таджикистана Эмомали Рахмон был переизбран на очередной срок[116].
- 14 октября — состоялся запуск российского космического корабля Союз МС-17 с космодрома «Байконур».
- 15 октября — президент Кыргызстана Сооронбай Жээнбеков ушёл в отставку[117].
- 16 октября — во Франции произошло убийство Самюэля Пати.
- 21 октября — американский зонд OSIRIS-REx собрал образцы грунта с астероида Бенну[118].
- 22 октября — российский космический корабль Союз МС-16 вернулся на Землю.
- 29 октября — в Ницце произошёл теракт в католическом соборе Нотр-Дам-де-Нис.
- 30 октября — на западе Турции произошло землетрясение магнитудой от 6,6 до 6,9. Эпицентр находился в Эгейском море в 17 км от района Сеферихисар в Измире. Число погибших превысило 100 человек.
- 31 октября — состоялись президентские выборы в Кот-д’Ивуаре.

### Ноябрь
- 1 ноября — состоялся первый тур президентских выборов в Молдове[119].
- 2 ноября — в Вене произошли теракты. 5 человек погибли, 23 получили ранения[120].

Результат президентских выборов в США

- 3 ноября — состоялись президентские выборы в США. Победу одержал Джо Байден.
- 4 ноября — начало войны в Тыграе.
- 9 ноября — Азербайджан сбил на территории Армении вертолёт Ми-24 ВВС России. Два члена экипажа погибли. Азербайджан официально принёс России свои извинения.
- 10 ноября — Армения и Азербайджан подписали заявление о прекращении огня. Армения передала Азербайджану территории в Нагорном Карабахе.
- 15 ноября:
  - Состоялся второй тур президентских выборов в Молдове. Победу одержала Майя Санду;
  - Исполняющий обязанности президента Перу Мануэль Мерино ушёл в отставку[121].
- 20 ноября — Агдамский район полностью перешёл под контроль армии Азербайджана[122].
- 22 ноября — США вышли из Договора по открытому небу.
- 23 ноября — Китай запустил аппарат Чанъэ-5 на Луну[123].
- 25 ноября — Кельбаджарский район полностью перешёл под контроль армии Азербайджана[124].
- 29 ноября — Детское Евровидение — 2020 в Польше.

### Декабрь

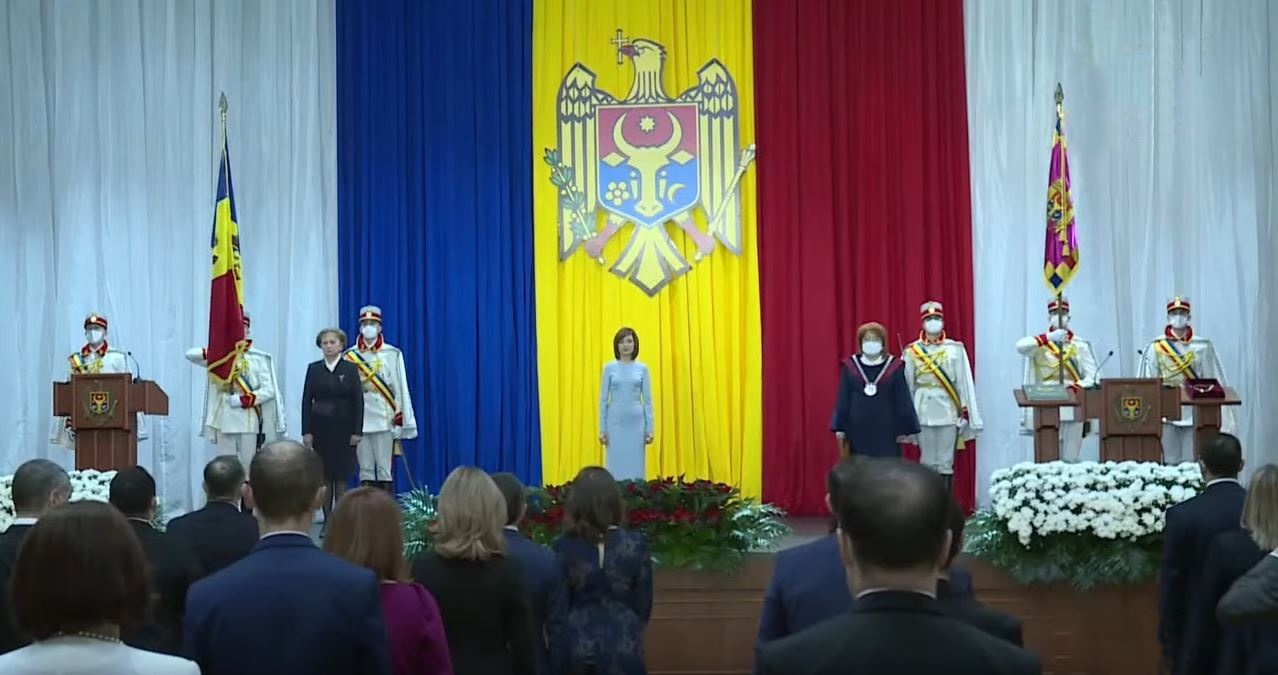
Инаугурация президента Молдовы Майи Санду

- 1 декабря — Лачинский район полностью перешёл под контроль армии Азербайджана[125].
- 5 декабря — японский зонд Хаябуса-2 вернулся с астероида Рюгу на Землю[126].
- 10 декабря — 22 декабря — чемпионат мира по спортивной борьбе в Сербии[127].
- 11 декабря — Узбекистан и Куба стали наблюдателями ЕАЭС[128]
- 14 декабря — состоялся первый полёт российского самолёта МС-21 с двигателями ПД-14[129].
- 17 декабря — в России состоялась пресс-конференция Владимира Путина.
- 24 декабря — Майя Санду вступила в должность президента Молдовы.
- 28 декабря — Волгоград перешёл на московское время.
- 29 декабря — в результате землетрясения в Петрине (Хорватия) погибли семь человек.
- 31 декабря — завершение показа реалити-шоу Дом-2 на телеканале ТНТ.

## Нобелевские премии
- Медицина и физиология — Харви Джеймс Алтер, Майкл Хаутон, Чарльз Райс — «За открытие вируса гепатита C»[130].
- Физика — Роджер Пенроуз — «За открытие того, что образование чёрных дыр с необходимостью следует из общей теории относительности», Райнхард Генцель, Андреа Гез — «За открытие сверхмассивного компактного объекта в центре нашей галактики»[131].
- Химия — Эммануэль Шарпантье, Дженнифер Даудна — «За разработку метода редактирования генома»[132].
- Литература — Луиза Глюк — «За безошибочный поэтический голос, который своей строгой красотой делает индивидуальное существование универсальным»[133].
- Премия мира — Всемирная продовольственная программа — «За усилия в борьбе с голодом, за вклад в создание условий для достижения мира в зонах конфликтов и за ведущую роль в попытках предотвратить использование голода как орудия войны и конфликтов»[134].
- Экономика — Пол Милгром, Роберт Уилсон — «За усовершенствование теории аукционов и изобретение их новых форматов»[135].

## Персоны года
Человек года по версии журнала Time — Джо Байден, избранный президент США; Камала Харрис, избранный вице-президент США.